# دلم را بشکن
 «دلم را بشکن» (به انگلیسی: Break My Heart) ترانه‌ای از خواننده انگلیسی دوآ لیپا از دومین آلبوم استودیویی خود نوستالژی آینده (۲۰۲۰) است که به عنوان نهمین ترانه آلبوم درج شده‌است. این ترانه توسط لیپا، علی تامپوسی، استیفن جانسون، جردن کی، جانسون و اندرو وات نوشته شده‌است. «دلم را بشکن» یک آهنگ دیسکو، دنس پاپ و فانک است که با یوروپاپ و ضرب و شتم رقص تحت تأثیر دهه ۱۹۸۰ قرار دارد. این ترانه آسیب‌پذیر، لیپا را زیر سؤال می‌برد که آیا عشق جدیدی با دل شکسته او را ترک خواهد کرد.
«دلم را بشکن» در ۲۵ مارس ۲۰۲۰ از طریق وارنر رکوردز به عنوان سومین تک آهنگ از نوستالژی آینده منتشر شد و در ۳۱ مارس ۲۰۲۰ به عنوان دومین آهنگ آلبوم در رادیو ضربه معاصر آمریکا منتشر شد. این ترانه به‌طور کلی نظرات مثبتی از منتقدین موسیقی با اظهار نظرهای زیادی دربارهٔ تولید این آهنگ دریافت کرد. این ترانه در رتبه ششم جدول تک‌آهنگ‌های بریتانیا و در بیست و یکم در ۱۰۰ آهنگ داغ بیلبورد قرار گرفت.